# Кобулети
Кобуле́ти (груз. ქობულეთი) — курортный город (с 1944) в АР Аджарии (Грузия). Центр Кобулетского муниципалитета.
Расположен в зоне субтропического климата на берегу Чёрного моря, в 21 км к северу от Батуми.
Население — 16 546 чел. (2014). Такое же название имеет и железнодорожная станция этого города.

## Климат

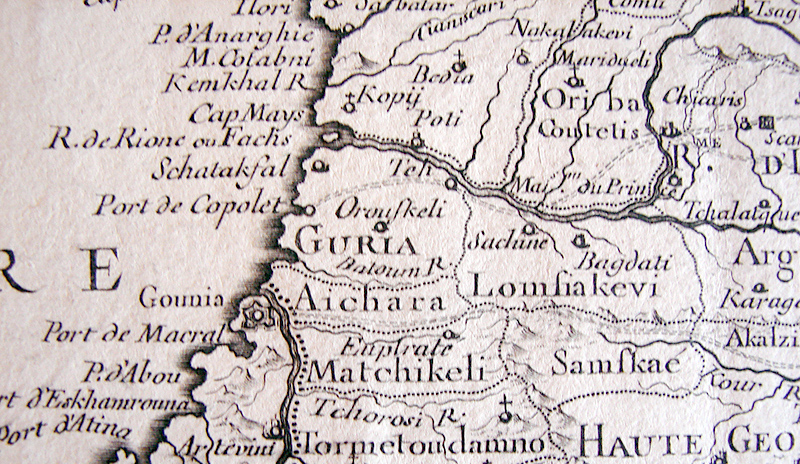
Порт Кобулети (Port De Copolet) по карте Николя Делилья 1723 года

Климат города — субтропический. Зимой температура нечасто бывает ниже +5 °С, а летом — от +25 °С до +28 °С. Снега почти не бывает, как и изнуряющей жары; в целом, климат мягкий.

## История города
Название города происходит от рода Кобулидзе — представители которого владели этой территорией до XIII века.Территория Кобулети была заселена гурийцами с незапамятных времён. Вблизи береговой полосы, в ущелье реки Кинтриши, учёными были обнаружены памятники эпохи мезолита и неолита, а в кобулетских торфяниках — выявлено древнейшее поселение людей, которое датируется примерно V—III тысячелетиями до нашей эры. Находки из раскопок в Пичвнари подтвердили, что в районе современного города Кобулети ещё в античный период (II—I тыс. до н. э.) существовал город, культурная и экономическая жизнь которого была тесно связана с другими областями Причерноморья. Город стоял на торговом пути из Крыма в Персию — на Ближний Восток.  
Когда территории отошли к Российской империи, лучшие участки, прилегающие к морю, были розданы отставным русским генералам и этот район стал именоваться «Генеральским». В 1904 году по инициативе общества батумских врачей в Кобулети была организована климатическая станция железнодорожного ведомства. Здесь появились новые дома, дачи.

### Развитие курорта
С конца первого десятилетия XX века Кобулети привлекает к себе внимание как курорт; в 1911 году здесь открывается небольшой частный санаторий. Вблизи города есть термальные источники, использовавшиеся для лечебного купания с древнейших времён.
После установления в Аджарии Советской власти начались большие работы по созданию и расширению курорта. Развернулось планомерное строительство санаториев и домов отдыха, промышленных предприятий и культурно-просветительных учреждений. Кобулети становится районным центром обширной сельскохозяйственной зоны Аджарии. За последующие пятьдесят лет город стал одним из лучших черноморских курортов СССР.

## Население

### Численность населения
| Год переписи | Население |
| ------------ | --------- |
| 1882         | 504       |
| 1908         | 614       |
| 1989         | 20 637    |
| 2002         | 18 556    |
| 2009         | 18 900    |
| 2014         | 16 546    |

## Достопримечательности

### Музей

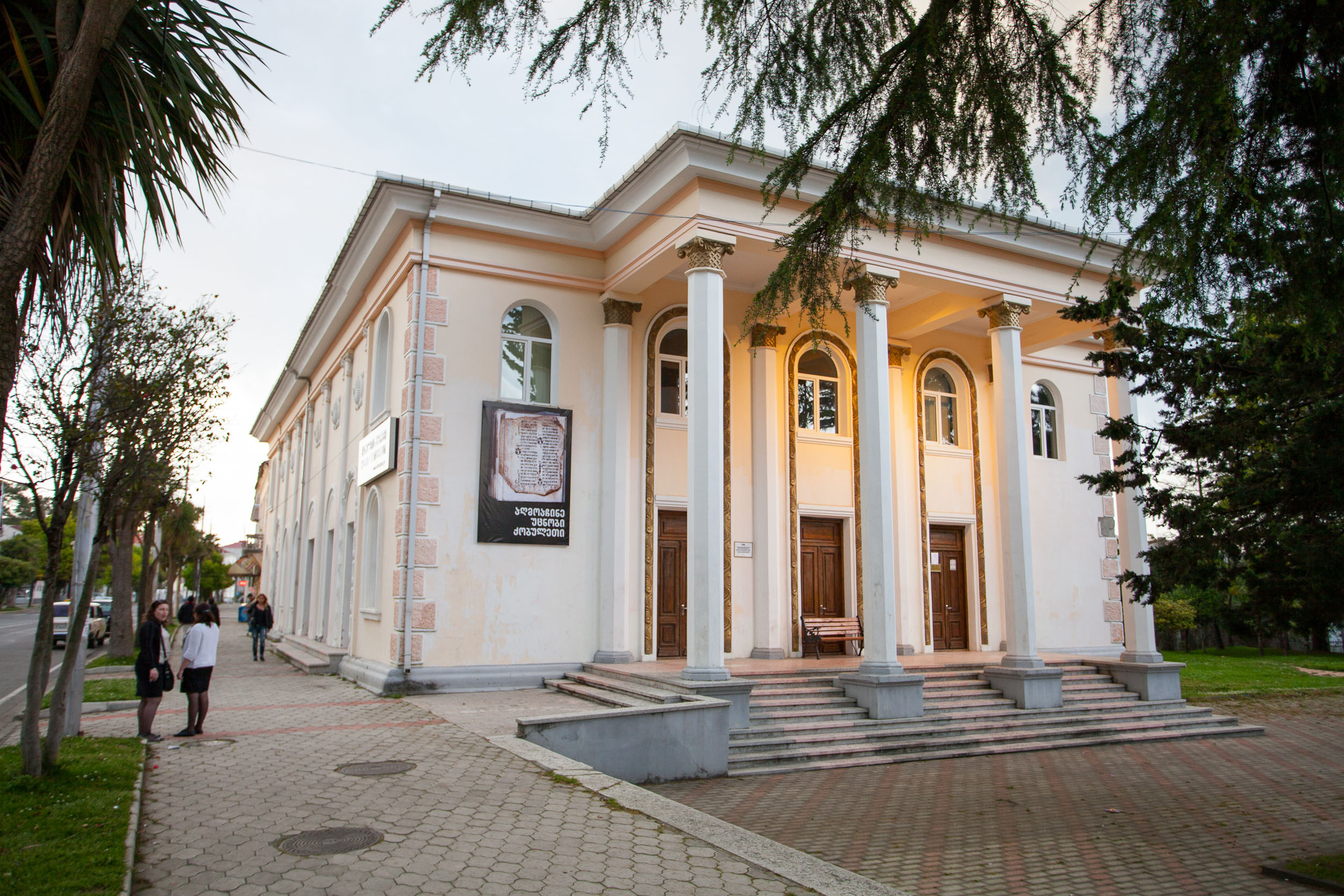
Кобулетский краеведческий музей

В 2012 году в бывшем здании кинотеатра открылся Кобулетский краеведческий музей. Основные экспонаты музея: археологические находки из окрестностей Кобулети, принадлежащие разным эпохам, и всевозможные предметы крестьянского быта — одежда, посуда, оружие, инструменты и даже мебель. Также в музее представлены работы из чёрного дерева местного скульптора Важи Верулидзе.

### Болота Испани
Единственные в мире фильтровальные сфагновые болота. С 1997 года II Рамсарская конвенция придала болоту Испани II статус водно-болотных угодий международного значения.

## Свободная туристическая зона

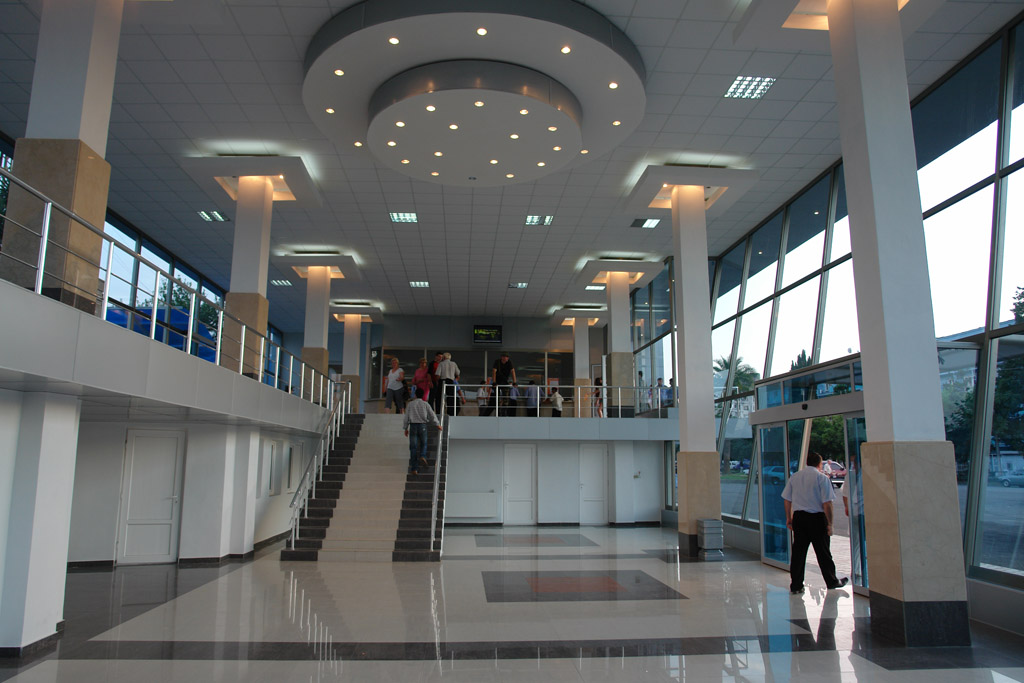
Железнодорожный вокзал Кобулети

26 октября 2010 года Парламент Грузии в третьем, окончательном чтении принял законопроект «О свободной туристической зоне Кобулети». Закон частично освобождает от налогов тех инвесторов, которые будут вкладывать в строительство гостиниц в Кобулети на 11,4 гектарах. Согласно закону, инвесторы, вложившие минимум 1 млн лари в строительство гостиницы, в течение последующих 15 лет будут освобождены от налогов на прибыль и на имущество. Фирма, которая вложит 1 млн лари, получит участок в свободной туристической зоне за «символический 1 лари». В то же время правительство Грузии берёт на себя обязательство обеспечить всю необходимую инфраструктуру на территории строительства, в том числе и прокладку газопровода, водопровода, электричества и дороги.

## Спорт

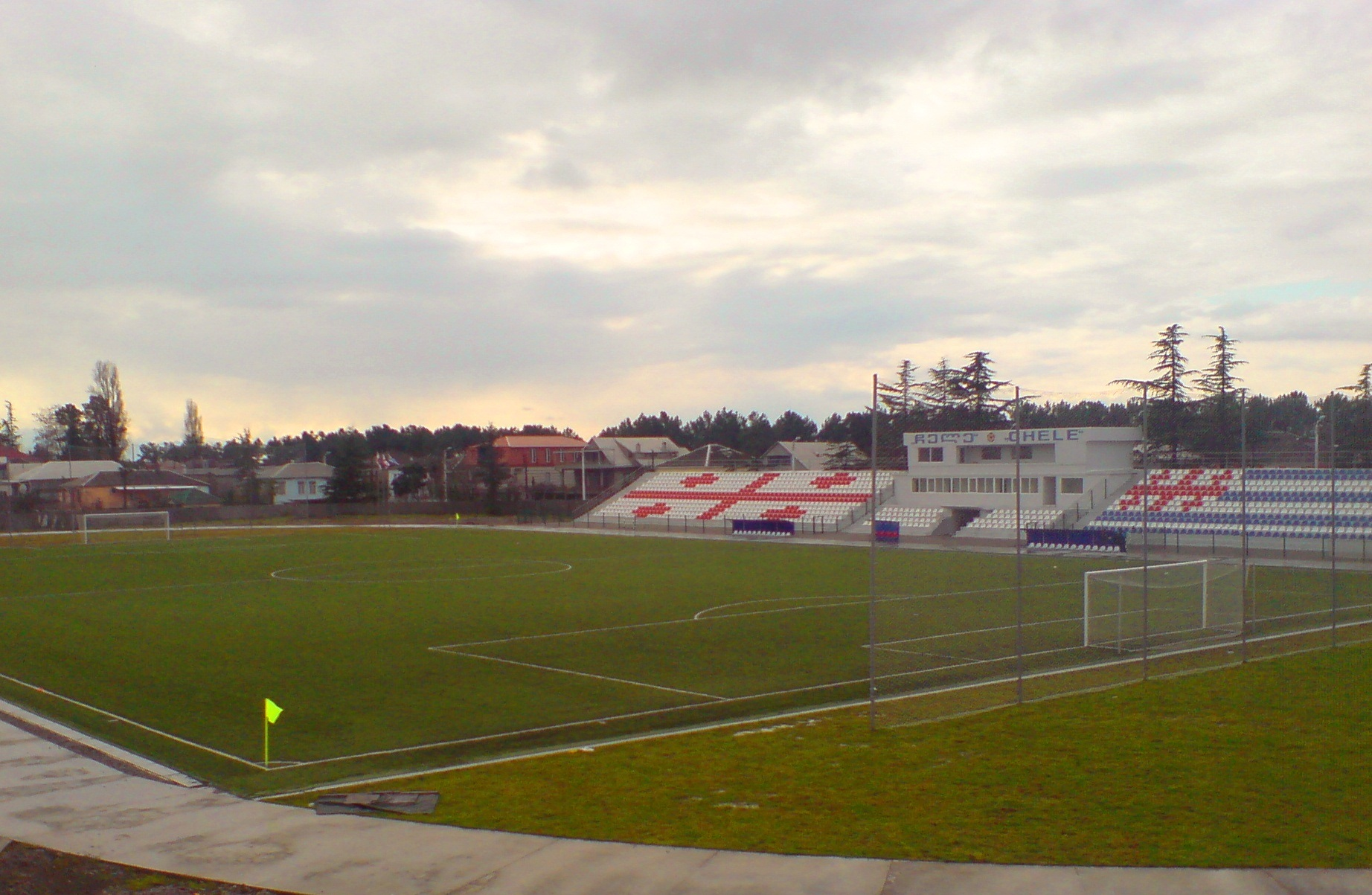
Стадион «Челе Арена»

В городе базируется футбольный клуб «Шукура», выступающий в Чемпионате Грузии по футболу. Домашние игры клуб проводит в Батуми и Зестафони, домашняя «Челе Арена» на реконструкции.

## Города-побратимы
- Сельчук (Турция) — с 1995 года.
- Алаверди (Армения) — с 1 октября 2007 года.
- Пивденное (Украина) — с 2008 года.
- Террачина (Италия) — с 2009 года.
- Ахтала (Армения) — с 2010 года.

## Знаменитые уроженцы
- Нино Катамадзе — грузинская джазовая певица и композитор.
- Меги Гогитидзе — грузинская певица, автор песен, композитор.
- Зураб Ногаидели — грузинский политический деятель. Премьер-министр Грузии в 2005—2007 гг.
- Реваз Челебадзе — советский футболист, бронзовый призёр Олимпиады-80.
- Кононов Виталий — украинский политический деятель, глава Партии зелёных Украины.
- Джано Ананидзе — грузинский футболист, полузащитник московского «Спартака».
- Кахабер Мжаванадзе — грузинский футболист, защитник московского «Спартака».
- Ираклий Турманидзе — грузинский тяжелоатлет, бронзовый призёр Олимпийских игр 2016.
- Баладзе, Аслан — советский и грузинский футболист, футбольный тренер.
- Чюрюксулу Махмуд-паша — османский государственный деятель, министр военно-морского флота.
- Шалва Апхазава — грузинский футболист, нападающий киевского «Арсенала».
- Георгий Квесиешвили — грузинский футболист, защитник «Кызылкума».
- Гогмачадзе, Гулади Джемалович — доктор с/х наук, профессор, известный российский и грузинский учёный в области агрономии, биологии и экологии; меценат.

## Топографические карты
- Лист карты K-37-84 Кобулети. Масштаб: 1 : 100 000. Издание 1975 г.